# 國立中興高級中學
國立中興高級中學（英語：National Chung-Hsing Senior High School, CHSH），是一所位於台灣南投縣中興新村的國立高級中學，附設有夜間進修部，是南投縣內唯一的純高中。
中興高中原為成立於1957年9月的「省立中興中學」，1968年因應「九年國民義務教育」與「省辦高中，縣市辦初中」政策，初中部停招，並在1970年改制為「臺灣省立中興高級中學」，2000年2月1日因精省改制「國立中興高級中學」。

## 校史

### 中興中學
配合1957年臺灣省政府疏遷至位於南投南投市的「營盤口」，為了便利台灣省政府員工的子弟就學，於1957年4月17日開始籌備，由時任教育廳視察宋鴻域作為籌備主任，預備創校事宜，而校慶日就定為設校公文來函的4月17日。同年6月29日，臺灣省政府與其所屬機構遷至中興新村，9月，第一期校舍工程完成，學校正式成立，「臺灣省立中興中學」並於9月正式上課，因為學校當時是為解決台灣省政府員工子弟就學問題，所以並未進行對外招生，學生均為省府員工子弟共343人，並經編級試驗後全校三百餘人共編為高中三班、初中五班。1960年9月，學校成立附設夜間補習學校，設有高中部與初中部。1968年，因應「九年國民義務教育」與「省辦高中，縣市辦初中」政策，日校與進修部的初中部停招，並在中興新村內另舍縣立中興國民中學，1970年7月，學校的初中部全部畢業，並在同年改制為「臺灣省立中興高級中學」。

### 改制中興高中後
1970年8月，進修部增設商業經營科，參加台中市聯招，成為純設普通科高中。1999年，因921大地震，學校校舍嚴重受損，而震倒的科學館內的化學藥品在震搨的建築內有引發爆炸的疑慮，所以請求國軍化學兵協助處理，而校舍重建由內政部營建署代辦重建。2000年2月1日，因應臺灣省政府功能業務與組織調整（即精省），全國省立高中職劃為國立，學校由原隸省政府教育廳的「省立中興高級中學」改制為隸屬教育部的「國立中興高級中學」，2004年，設立數理資優班與語文資優班各1班。2017年4月15日，學校舉辦建校60周年紀念活動，製作了科學館的銅製模型以紀念毀於921大地震的科學館，2021年，因逢新冠肺炎之故，當年畢業典禮首次以直播方式辦理。

## 歷任校長
以下為中興高中自1957成立以來歷任校長：
| 任期                     | 姓名   | 就任年分 | 卸任年分 |
| ------------------------ | ------ | -------- | -------- |
| 臺灣省立中興中學校長     |        |          |          |
| 1                        | 宋鴻域 | 1957     | 1959     |
| 2                        | 劉安愚 | 1959     | 1965     |
| 3                        | 王文坦 | 1965     | 1969     |
| 4                        | 褚承志 | 1969     | 1970     |
| 臺灣省立中興高級中學校長 |        |          |          |
| 4                        | 褚承志 | 1970     | 1972     |
| 5                        | 楊卓然 | 1972     | 1976     |
| 6                        | 陳繼統 | 1976     | 1983     |
| 7                        | 蔡德連 | 1983     | 1988     |
| 8                        | 郭春航 | 1988     | 1993     |
| 9                        | 曾景賢 | 1993     | 2000     |
| 國立中興高級中學校長     |        |          |          |
| 9                        | 曾景賢 | 2000     | 2003     |
| 10                       | 陳健鏘 | 2003     | 2010     |
| 代理                     | 曾慧超 | 2010     | 2010     |
| 11                       | 王延煌 | 2010     | 2018     |
| 12                       | 張瑞杰 | 2018     | 2019     |
| 13                       | 陳江海 | 2019     | 2023     |
| 14                       | 陳漢銘 | 2023     |          |

## 校園環境

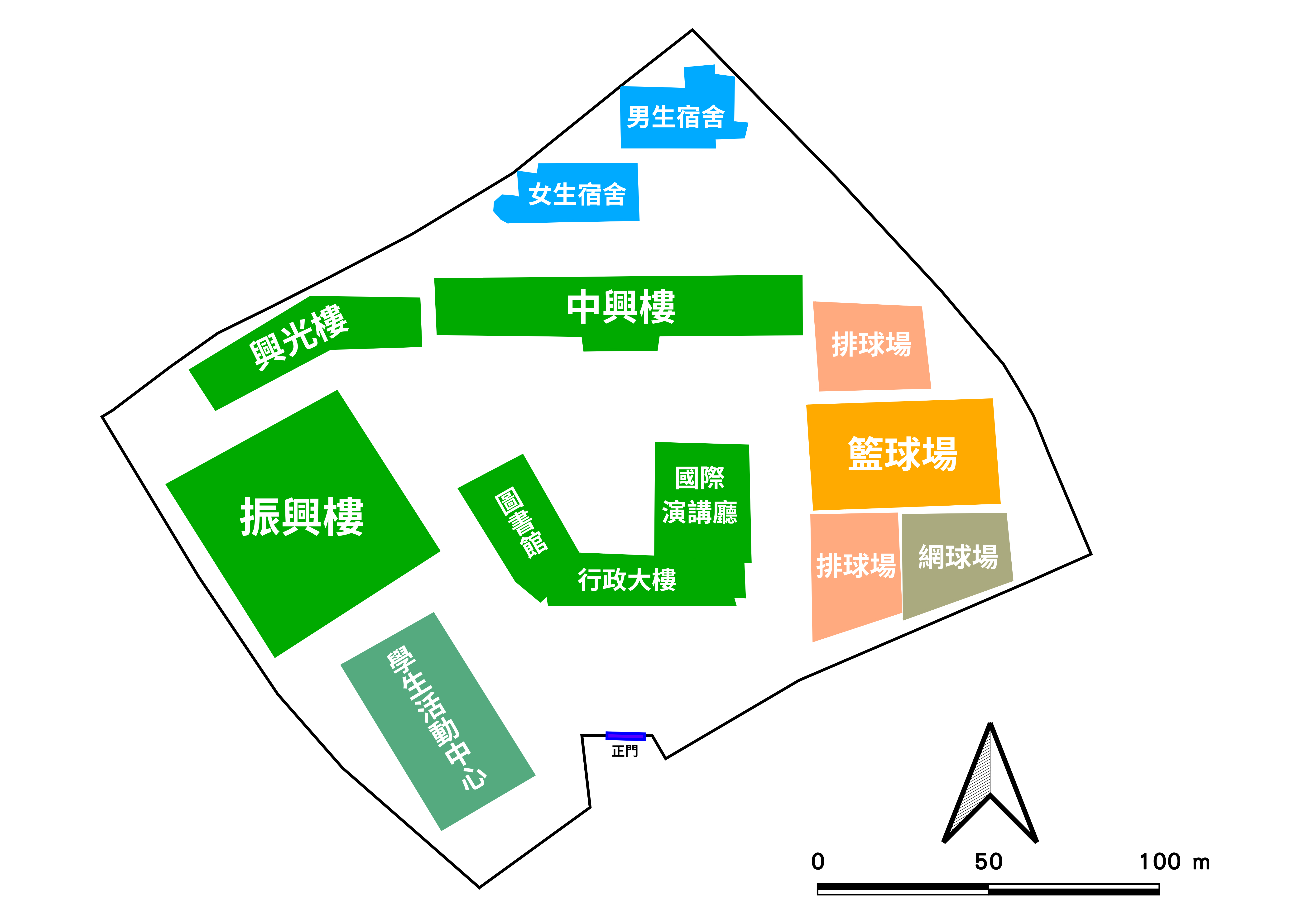
中興高中校園平面圖

### 校舍歷史
中興高中校舍工程自1957年4月17日公文來函設校開始，並由臺灣省政府的建設委員會負責校舍建築，同年9月，第一期校舍工程完成，1958年，第二期校舍工程竣工，1959年7月，劉安愚接任校長時，其兄劉安祺上將來訪中興中學，而由於中興中學的校舍是依山而建，所以校舍地形高低不平，劉安祺當時調用軍公里的工兵，將中興樓前的地整理成為平地，並同時新建了數間教室與教職員宿舍，1987年，學生活動中心動工，1995年，開始興建教學大樓中興樓，1998年，中興樓與男生宿舍落成，1999年9月21日，因九二一大地震，學校多處建築倒塌，包含靠近環山路的原女生宿舍、教師宿舍、實習教室、科學館，禮堂與圖書館等，2001年2月27日，學校校舍重建工程動土，2002年，振興樓與女生宿舍落成，2009年，完成中興樓、活動中心以及男生宿舍補強工程。

### 目前建築
中興高中位於南投縣的中興新村，校地面積佔地42,676平方公尺，校舍面積36,453平方公尺，學校依山而建，且位於車籠埔斷層上，學校有諸多校舍，如：中興樓、振興樓、興光樓、行政暨圖書館大樓等，其中興樓為全校最高的校舍，是高二與高三的教學區，而振興樓為地震後重建之校舍，主要為高一教學區。

### 已消失建築
| 建築名稱   | 註                                                |
| ---------- | ------------------------------------------------- |
| 科學樓     | 建築師修澤蘭設計，中興新村八景之一，毀於921大地震 |
| 舊行政大樓 | 921大地震後改建                                   |
| 舊女生宿舍 | 毀於921大地震                                     |
| 原教師宿舍 | 毀於921大地震                                     |
| 中興池     | 新建行政大樓時拆除                                |
| 游泳池     |                                                   |

## 軼事

### 前泰王曾在校門前留影
1963年，時任泰國國王的蒲美蓬曾經訪問台灣，並參觀省政府所在的中興新村，時任省主席黃杰亦親自陪同，當時即在當時的校門前拍照留下身影。

### 校舍位在車籠埔斷層上
車籠埔斷層為一條南北走向的斷層，斷層帶經過臺中、南投等地，而學校校舍則位在斷層帶上，在九二一震災後，學校想要在環山路旁興建新校舍，但在中央公告車籠埔為活斷層並頒佈禁限建公告後，只能依法將預建新校舍退至100公尺外。

### 學校沒有操場

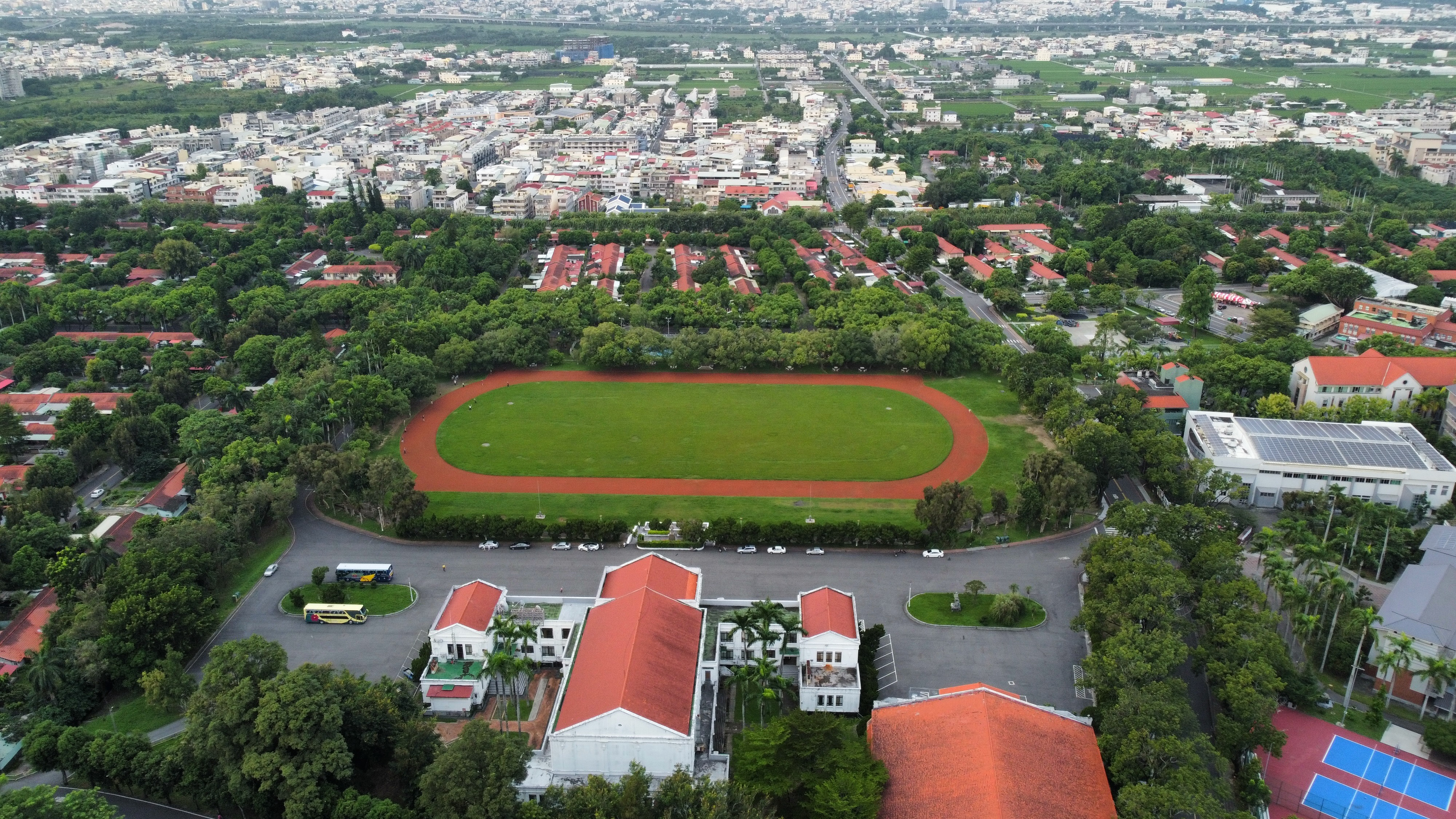
中興大操場與中興會堂，右側為中興高中

中興高中的校園內沒有操場，所以若是有使用操場的需求，如運動會等，都會借用學校大門對面的中興大操場。